# 紀竣崴
紀竣崴（1978年12月4日—），世新大學傳播管理系畢業，原名紀銘松，2013年改名為紀竣崴，藝名阿松。原為TVBS節目《食尚玩家》的企劃，後擔任《食尚玩家》旁白爆紅，專職主持、配音。 2020年於《同學來了》透露：雖然是台北人，但在士林老社區長大，所以母語是台語。

## 工作經歷

### 製作團隊
- 《少年特攻隊》
- 《女人我最大》
- 《真情指數》
- 《天下本無事》
- 《忍者電力公司》
- 《台客練習曲》
- 《食尚玩家》
- 《馬上大搜尋》

## 演藝工作

### 主持
- 節目主持《大老闆聯盟第一季》
- 節目主持《全家有智慧》
- 旁白主持《食尚玩家》
- 節目主持《鎖碼新聞》
- 旁白主持《閃亮的爸爸》
- 節目主持《出發騎幻島》

### 戲劇
- 2014《A咖的路》飾演 阿松
- 2014《終極X宿舍》飾演 阿浪師 嗚啦巴哈
- 2015《孤独的美食家》飾演 爆炸頭遊民

### 電影
- 2017《健忘村》飾演 村民

### 節目
- 《天才衝衝衝》
- 《今晚誰當家-知識王》
- 《綜藝玩很大》關主
- 《綜藝新時代》關主

### 代言活動

#### 廣告配音
- 2010 統一肉燥麵
- 2011 瑞穗牧場
- 2012 漢神百貨周年慶
- 2013 悅氏礦泉水
- 2013 花蓮翱翔季廣播
- 2014 三星黃金曲面電視電玩「一代宗師」、「競武俠」配音

#### 代言廣告
- 《翻滾吧！骰子》電玩遊戲
- 高雄國際旅展
- 捷星航空網路CF
- 可口可樂網路CF
- 全家便利商店量販季廣告代言
- 台灣溫泉美食嘉年華代言人
- BAND LINE年度代言人

#### 活動
- 104人力銀行暑期講座
- 環保特展名人講座
- 南亞科技職場人物講座

#### 主持
- 2013南國踩風行
- 2014中天電視金犢獎
- 2014仕高利達
- 2014盲人重建院晚會
- 2014高雄義大世界《驚聲尖叫》
- 2014台北市聖誕節點燈會

### 配音作品
- 《食破天驚2》：阿奇師

## 獎項紀錄
| 年份   | 獲提名         | 獎項                             | 結果 |
| ------ | -------------- | -------------------------------- | ---- |
| 2020年 | 《出發騎幻島》 | 第55屆金鐘獎兒童少年節目主持人獎 | 提名 |

## 外部連結
- 食尚玩家os桑阿松的Facebook專頁（中文）
- TVBS-藝人事務所的Facebook專頁
- TVBS藝人事務所[永久]
- 松包子  Os桑的包子 （页面存档备份，存于）